# Treblitzsch
Treblitzsch ist ein Ortsteil der Stadt Belgern-Schildau im Landkreis Nordsachsen in Sachsen.
Erstmals erwähnt wurde Treblitzsch 1254 als Driuels.
In Treblitzsch befindet sich der Landschaftspark Treblitzsch, eine dendrologische Kostbarkeit. Zu besichtigen sind auf einer Fläche von ca. 5 Hektar rund 250 verschiedene Nadel- und Laubbäume. Der Park zählt durch die Vielfalt an Pflanzenarten zu einer der wertvollsten Gehölzsammlungen im Freistaat Sachsen.

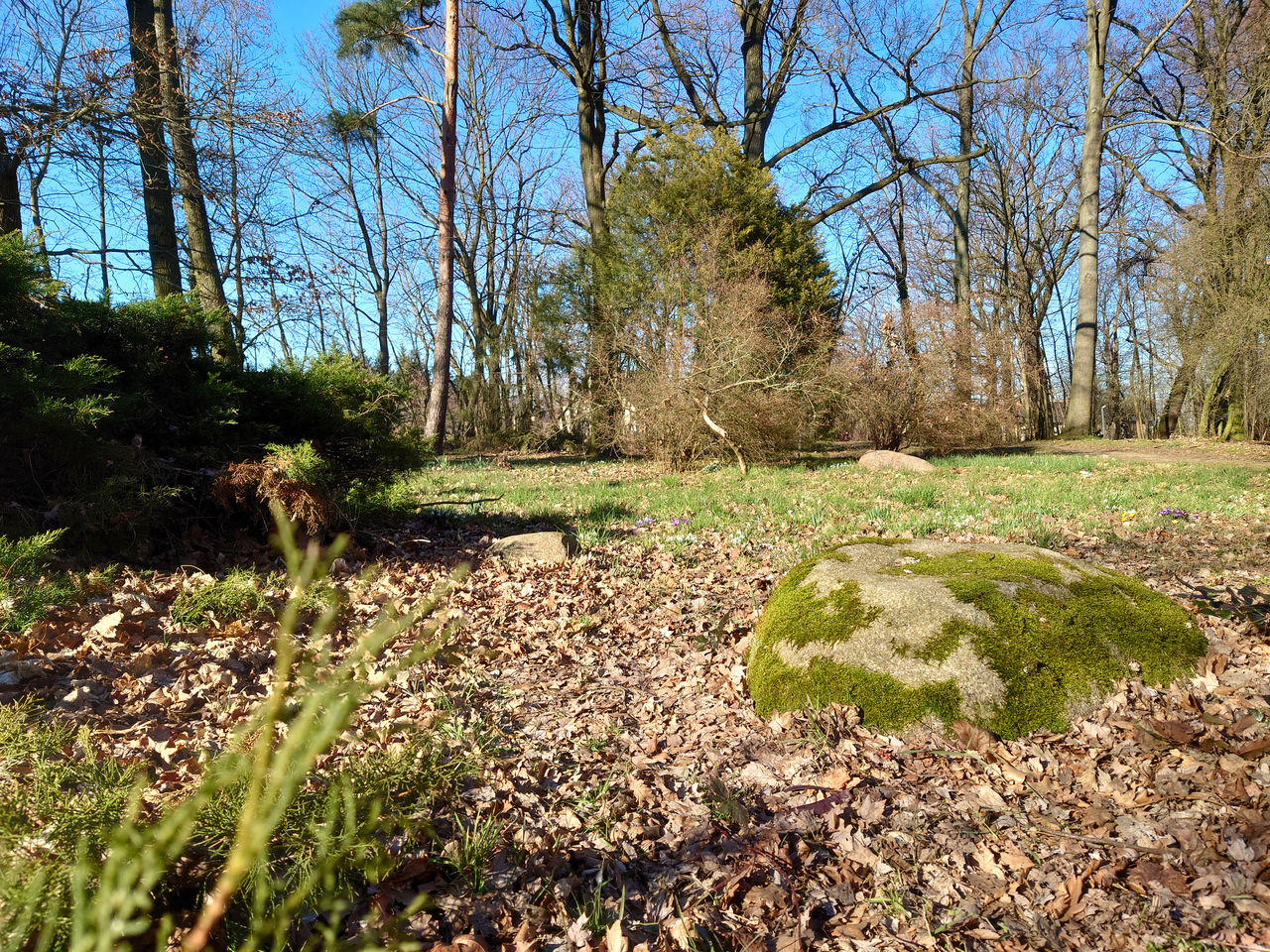
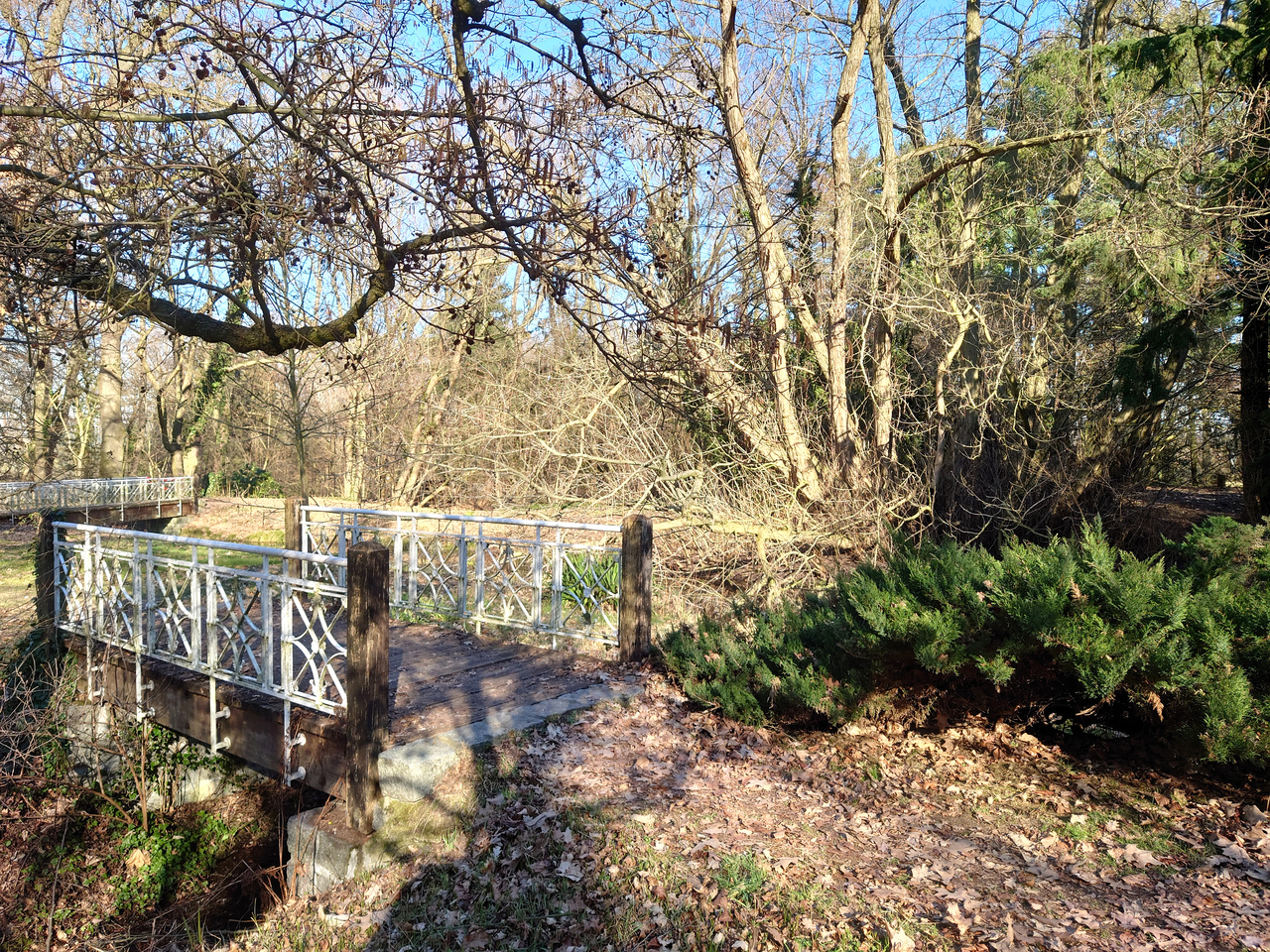
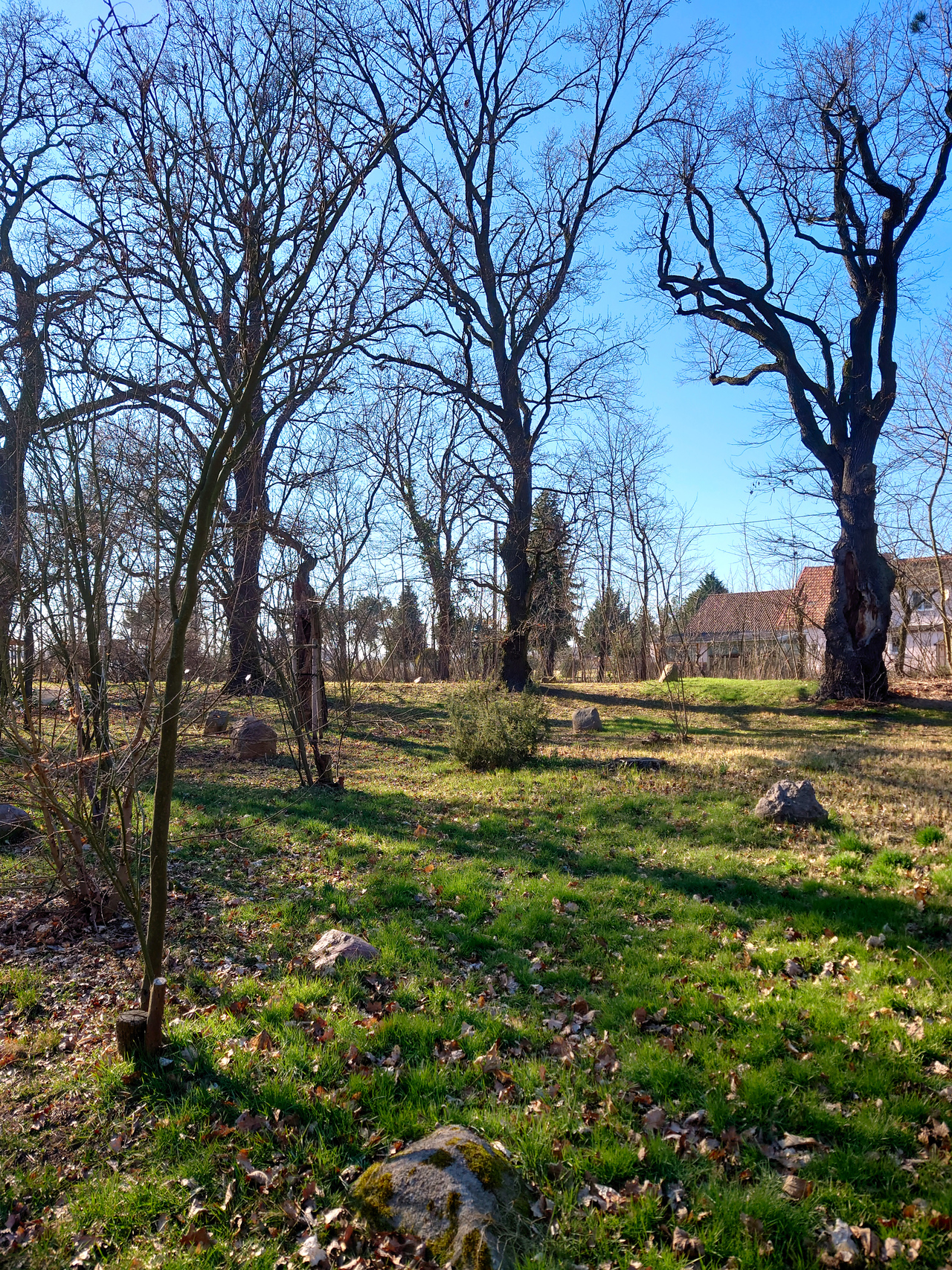
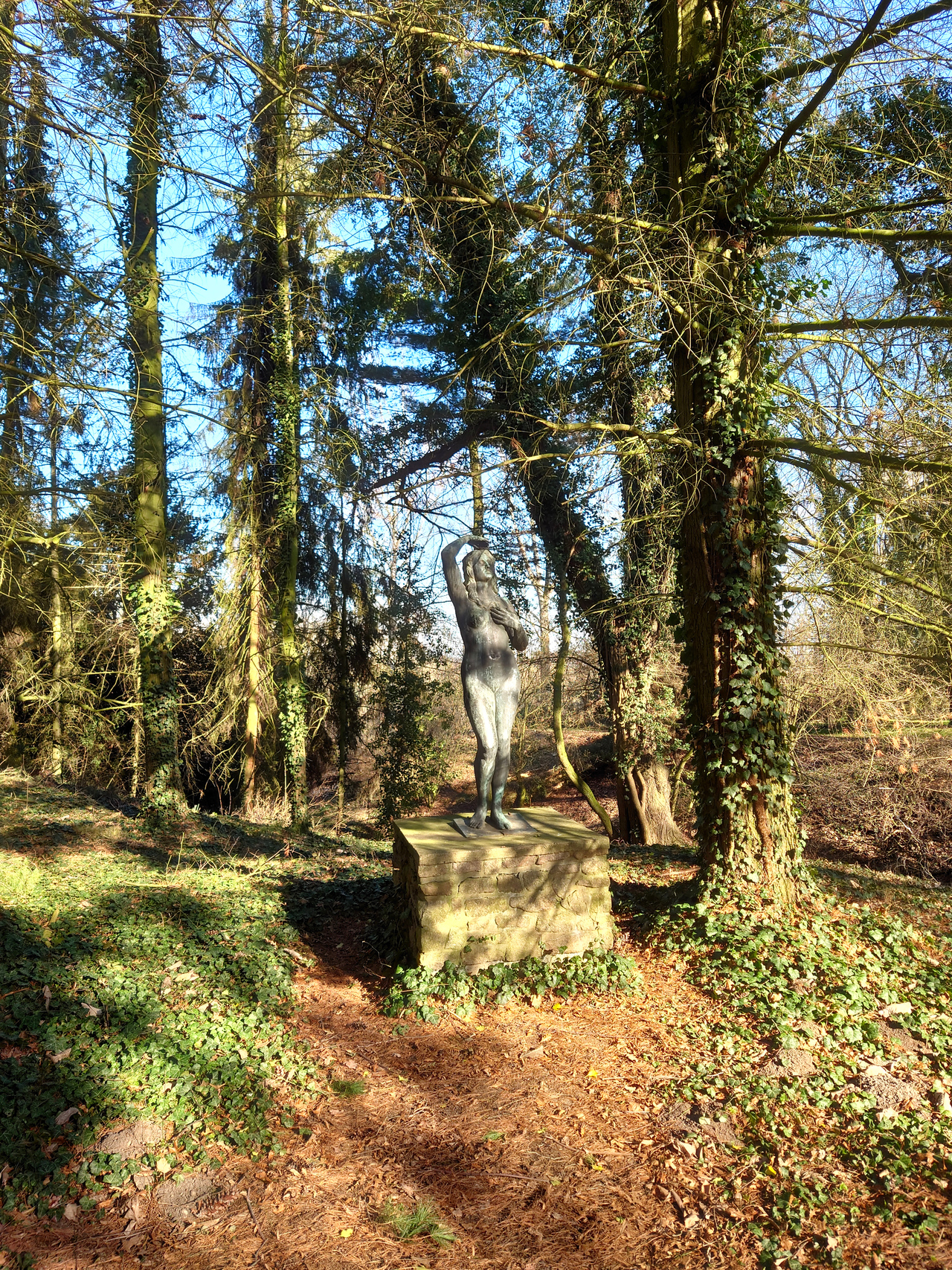
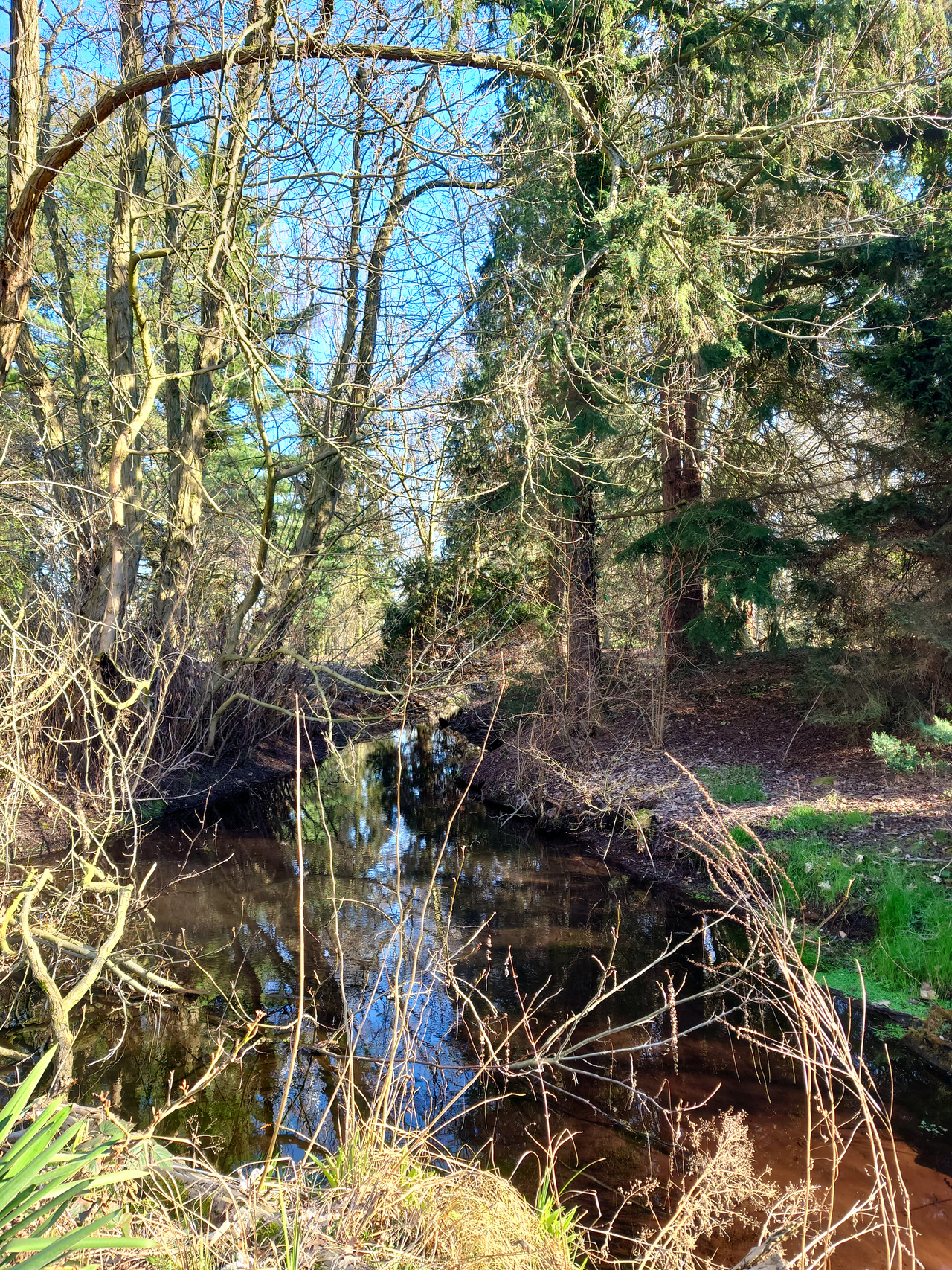
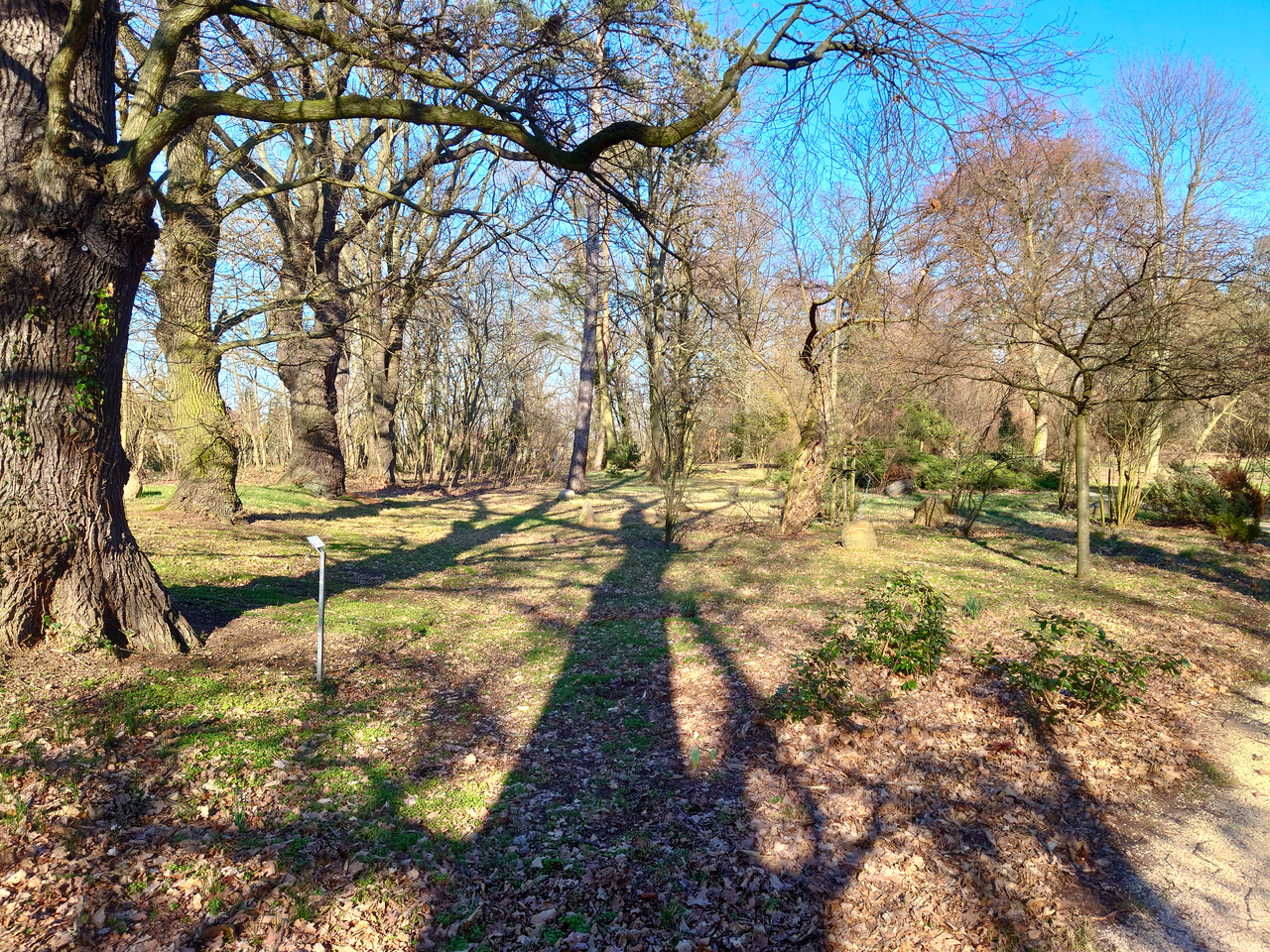
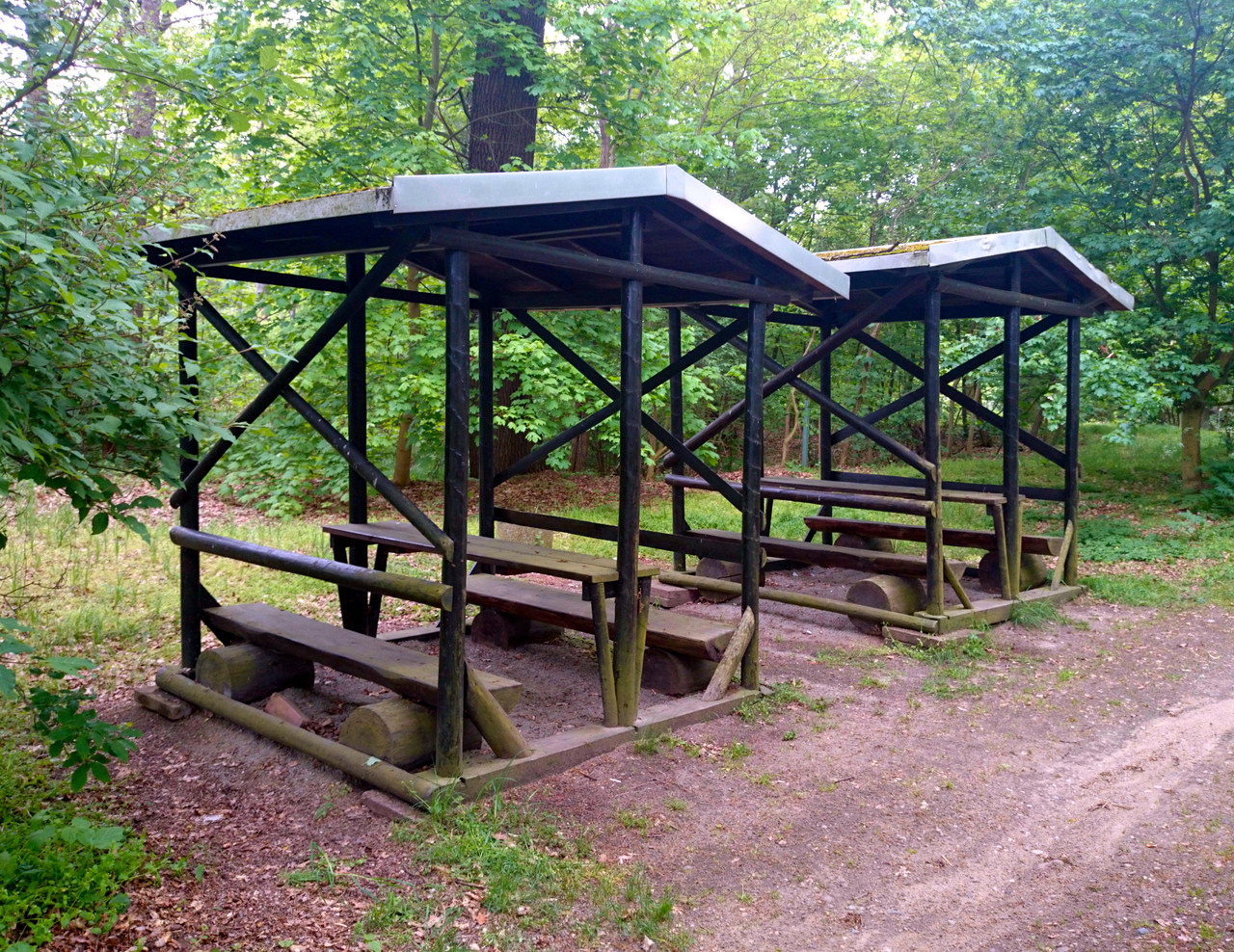
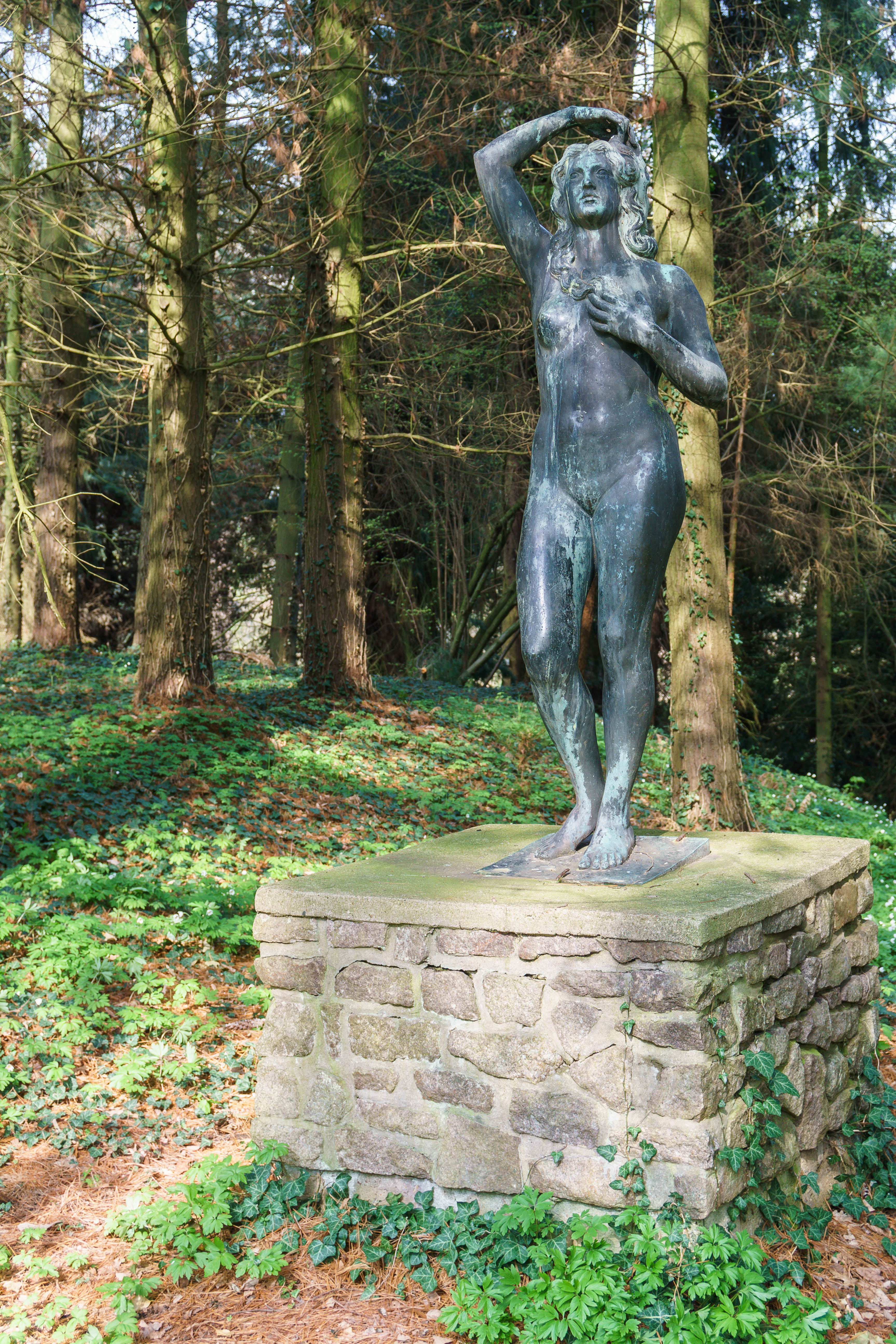
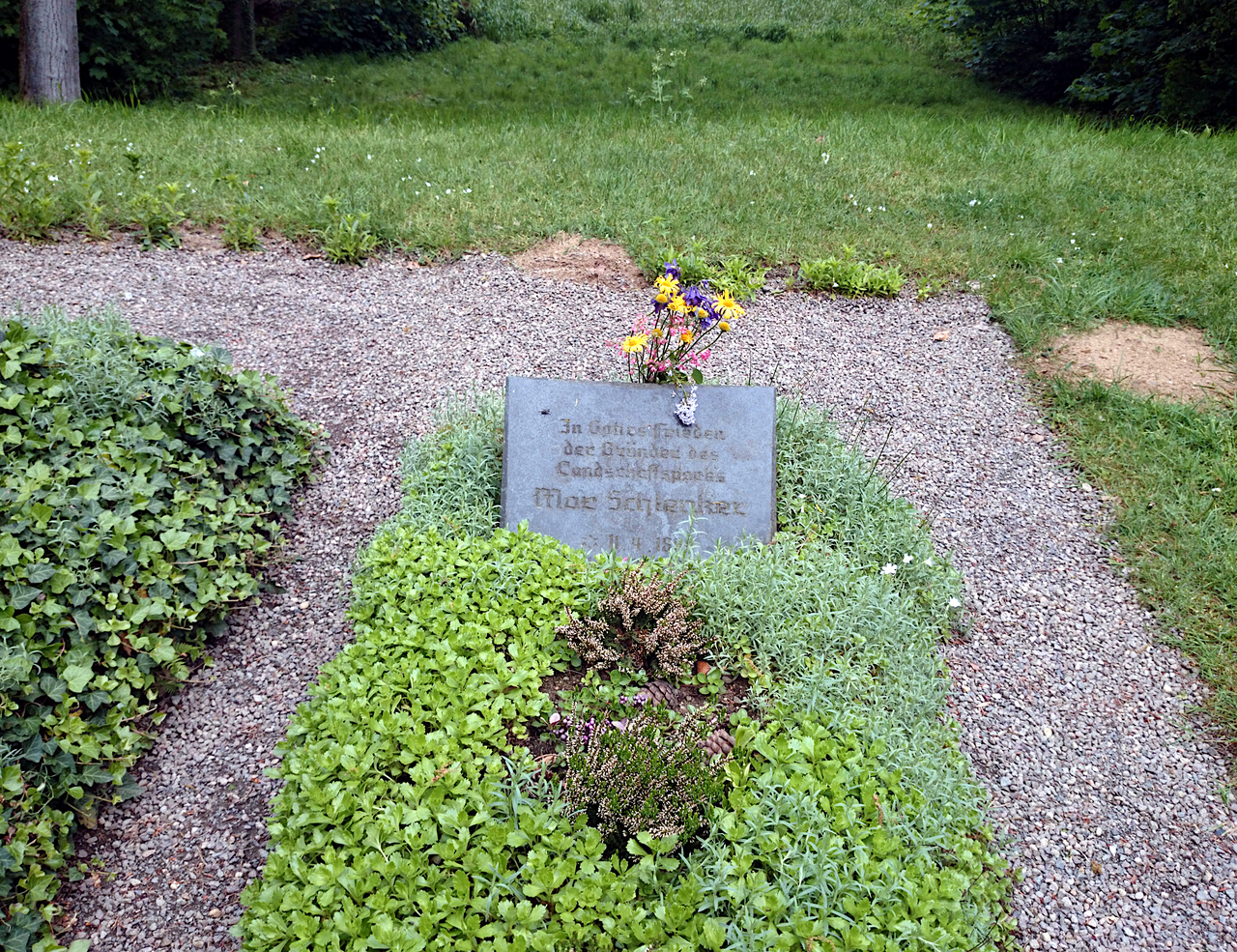
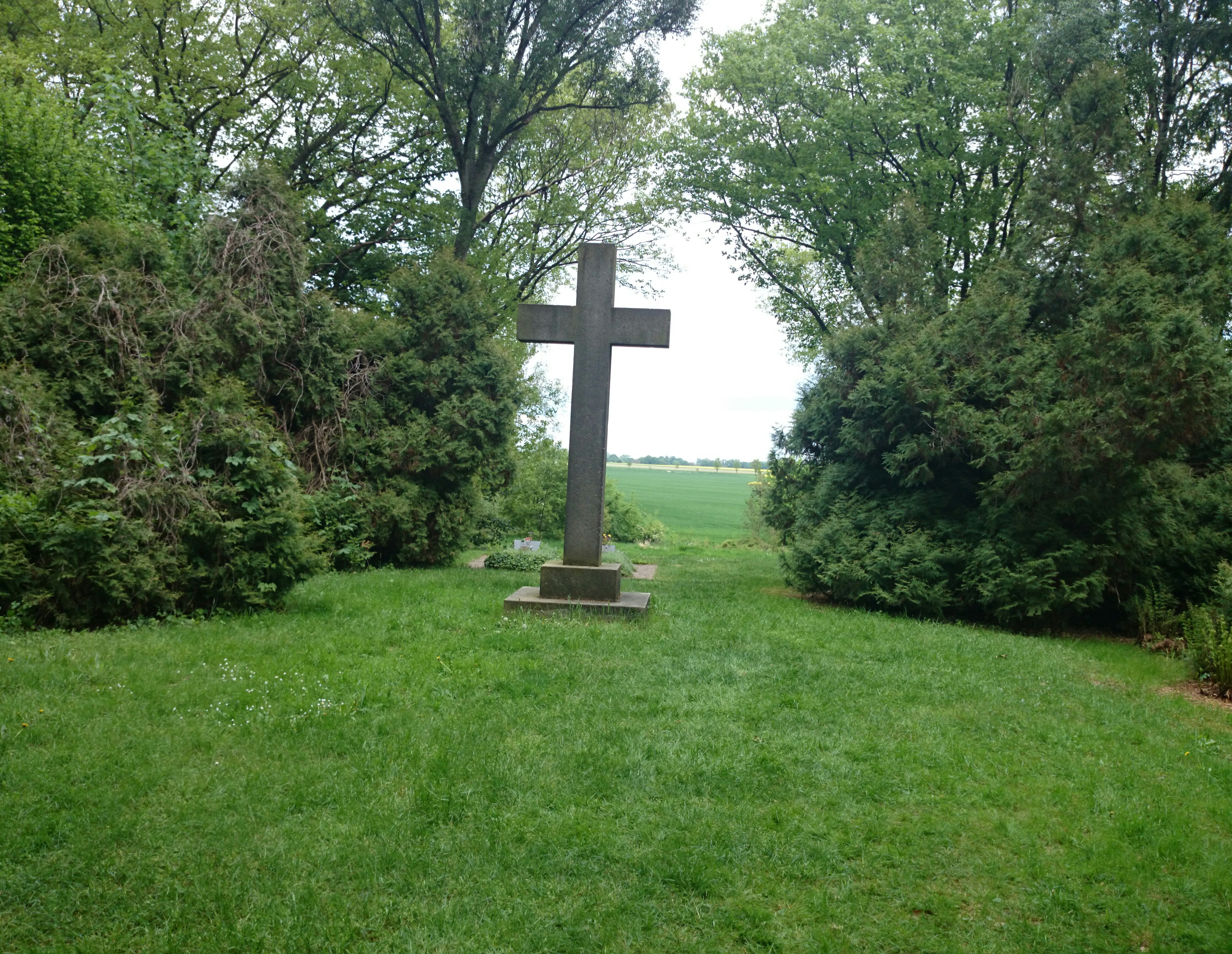